# Jēkabs Mediņš
Jēkabs Mediņš (* 10. März 1885 in Riga; † 27. November 1971 ebenda) war ein lettischer Komponist.

## Leben
Jēkabs Mediņš studierte am Musikinstitut von Riga, ab 1910 am Stern’schen Konservatorium in Berlin. Von 1921 bis 1940 leitete er das Konservatorium in Jelgava und unterrichtete ab 1944 am Konservatorium von Riga. Von 1948 bis 1950 war er dessen Direktor.
Jēkabs Mediņš komponierte zwei Orchestersuiten und weitere Werke für Orchester und Streichorchester, elf Instrumentalkonzerte, Kammermusik, Klavier- und Orgelwerke, Kantaten, Chorwerke, Lieder und mehr als zweihundert Volksliedbearbeitungen.
Seine beiden Brüder Jāzeps Mediņš (1877–1947) und Jānis Mediņš (1890–1966) waren ebenfalls bekannte lettische Komponisten.